# S.P.S.
S.P.S. (neboli Snížená pracovní schopnost) je česká punková skupina.
S.P.S. vznikla v Praze v roce 1988 z bývalých členů skupiny Defekt. Na začátku devadesátých let na sebe kapela upozornila střetem s příznivci hnutí skinheads.
Texty S.P.S. vycházejí z místních, českých problémů a reagují na momentální situaci, proto některé starší texty lze označit za neaktuální, texty jsou zpravidla politicky angažované.
V mnoha textech (např. Svoboda 89, Podivný dědictví) se odráží i zklamání ze sametové revoluce a následných poměrů. Hudba vychází z klasických punkových vzorů jako je Clash, Sex Pistols, Dead Kennedys, G.B.H. nebo Exploited. Časem se do ní dostaly i některé metalové prvky a lze říci, že skupina především v období krize 1993–1994, kdy se změnila značná část obsazení, tzv. vyměkla.[zdroj?] Jejich nejznámější písní je pravděpodobně píseň Ruská. Jedná se o cover verzi ruské lidové písně По долинам и по взгорьям ( „Přes údolí a do kopců“ , „Partyzán“ , „Partyzánská hymna“, „Partyzáni Amuru“ ), u nás známé jako Partyzánská (Skal a stepí divočinou), původně pojednávající o sovětských partyzánech; verze SPS naráží na sovětskou okupaci Československa v roce 1968.

## Sestava

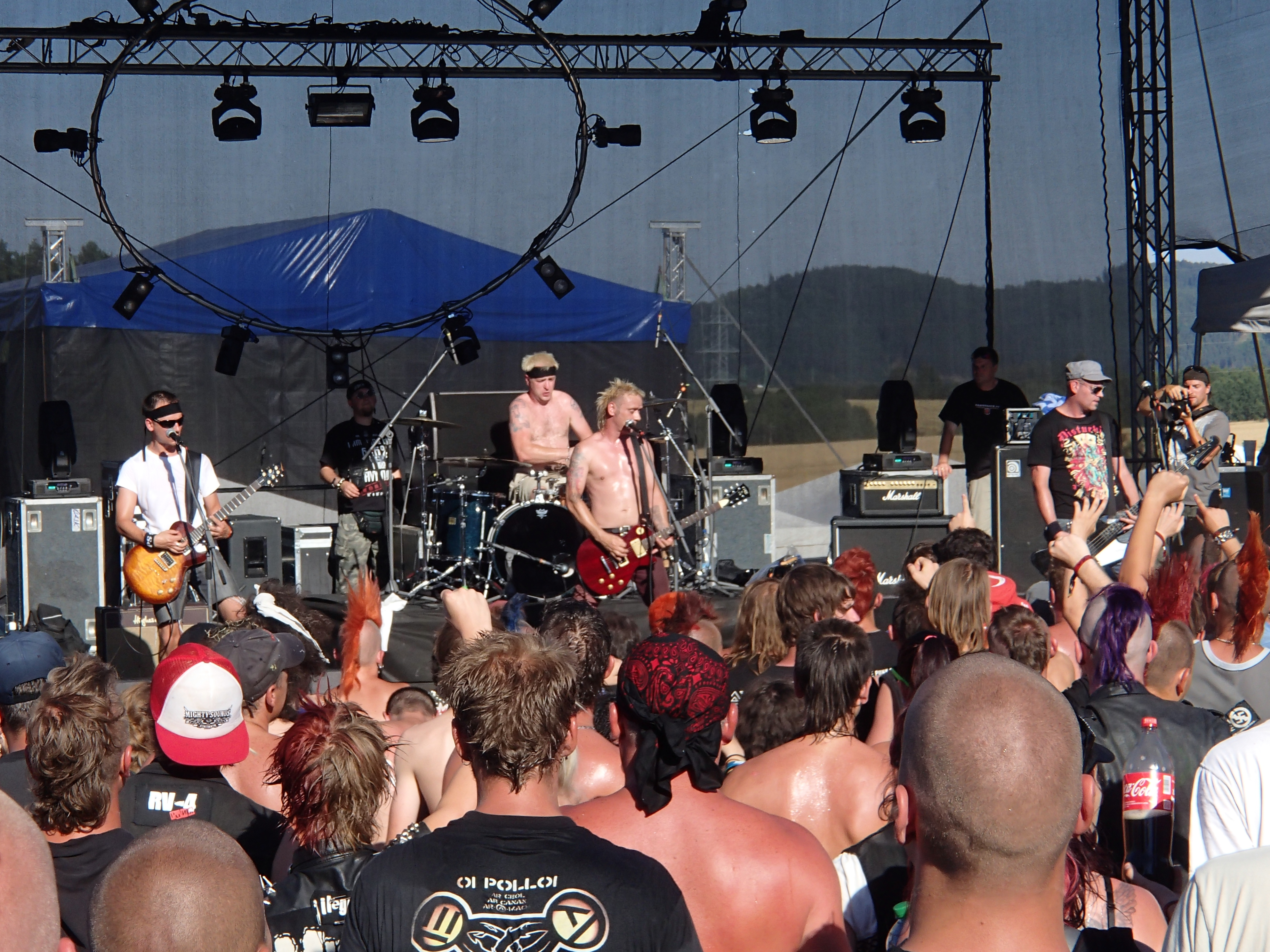
SPS na festivalu Pod parou v roce 2013, zleva Holeček, Šrýtr, Růžička, Sklenář

Složení kapely se mnohokrát měnilo. Aktuálně (od 09/2023) hraje S.P.S. v tomto složení:
- Zdeněk Růžička – Krkavec – zpěv, kytara
- Petr Čepelák – kytara
- Jan Sklenář – Skleník – basová kytara, zpěv
- Marek Vácha – bicí

## Diskografie
- Odplata – 1989 demo
- Epidemie – 1990 sampler
- Jsme v hajzlu – 1992
- The Great Terasy Schweine – 1993
- Podivný dědictví – 1993
- God Save The President – 1995
- Collection – 1996
- Hymna FK Teplice – 1996
- Live 2003 – 2003
- Před popravčí četou – 2005
- Století chaosu – 2008
- Takhle jsme válčili, když nám bylo dvacet – DVD, 2009
- Útěk z reality – 2011
- Singly 2012–2018
- Adios, kamarádi pankáči –2020